# Tallula
Tallula és una població dels Estats Units a l'estat d'Illinois. Segons el cens del 2000 tenia 638 habitants.

## Demografia
Segons el cens del 2000, Tallula tenia 638 habitants, 238 habitatges, i 175 famílies. La densitat de població era de 464,8 habitants/km².
Dels 238 habitatges en un 37,4% hi vivien nens de menys de 18 anys, en un 60,1% hi vivien parelles casades, en un 9,2% dones solteres, i en un 26,1% no eren unitats familiars. En el 21,8% dels habitatges hi vivien persones soles el 10,5% de les quals corresponia a persones de 65 anys o més que vivien soles. El nombre mitjà de persones vivint en cada habitatge era de 2,68 i el nombre mitjà de persones que vivien en cada família era de 3,07.
Per edats la població es repartia de la següent manera: un 28,8% tenia menys de 18 anys, un 7,5% entre 18 i 24, un 29,3% entre 25 i 44, un 21,9% de 45 a 60 i un 12,4% 65 anys o més.
L'edat mediana era de 35 anys. Per cada 100 dones de 18 o més anys hi havia 97,4 homes.
La renda mediana per habitatge era de 38.269 $ i la renda mediana per família de 38.864 $. Els homes tenien una renda mediana de 31.250 $ mentre que les dones 19.750 $. La renda per capita de la població era de 16.088 $. Aproximadament el 12,6% de les famílies i el 18,9% de la població estaven per davall del llindar de pobresa.

## Poblacions més properes
El següent diagrama mostra les poblacions més properes.